# 워터보딩

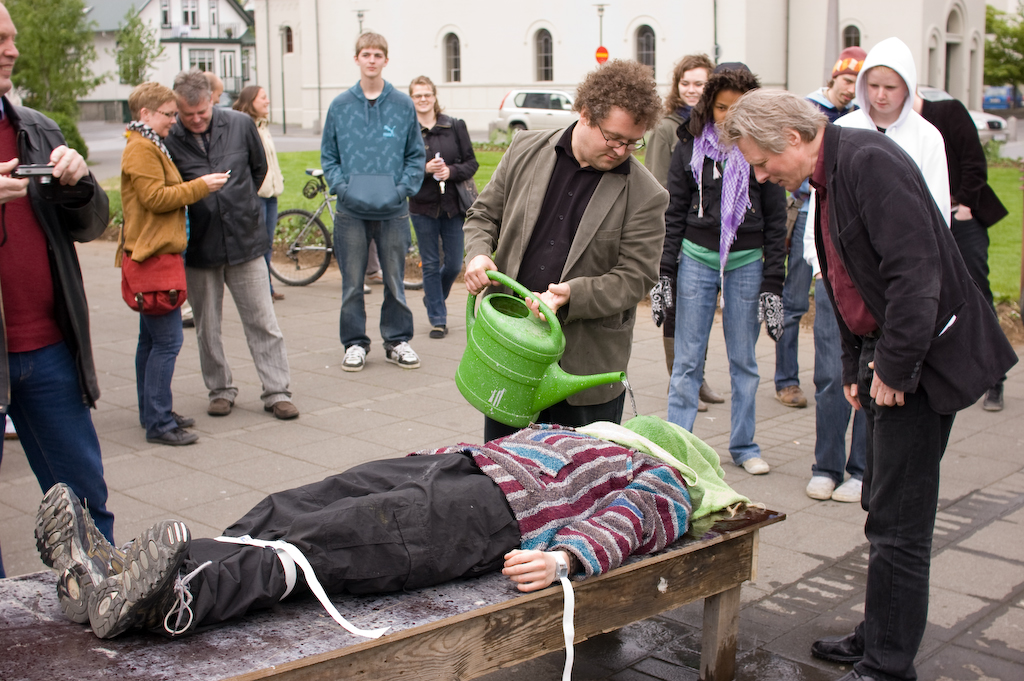

워터보딩(waterboarding)은 고문의 한 형태로, 물을 이용한다. 판에 등을 고정하고 머리에 봉지를 씌워 머리를 아래로 향하게 거꾸로 한 상태에서 봉지에 구멍을 뚫어 입과 콧구멍에 물을 직접 쏟아 붓기로 빠르게 반복하여 질식을 발생시킨다.

## 미국

### 알카에다
2014년 CIA의 고문에 관한 미국 상원 정보위원회 보고서에는 2002년 해스펠 부국장으로 추정되는 CIA 여성 관리가 태국에서 운영한 비밀감옥, 일명 블랙 사이트(black site)에서 알카에다 용의자 2명에 대한 물고문인 워터보딩을 지휘했다고 한다.
해스펠은 2002년 911 테러 용의자 아부 주바이다와 압드 알라힘 알나시리를 태국 비밀감옥에서 심문하는 과정에서 물고문을 지휘했다는 의혹을 받고 있다. 2005년에는 워터보딩 관련 녹화 영상을 전부 파기하도록 지시했다. 당시 파기를 지시한 문건에는 해스펠 부국장의 이름이 적혀 있었다.
2014년 CIA의 고문에 관한 미국 상원 정보위원회 보고서를 보면 주바이다는 47시간동안 완전히 고립된 공간에 구금된 후 매일 24시간 동안 특별 심문 프로그램(extraordinary rendition program)에 따라 고문당했다. CIA는 주바이다가 자백을 하지 않자 그를 총 266시간 동안 관처럼 생긴 상자 안에 넣어 구금했으며, 이후 더 작은 너비 53cm, 깊이 76cm의 상자 안에도 29시간 더 구금했다. CIA는 주바이다에게 총 83회에 달하는 워터보딩도 실시했다. 머리를 수차례 벽에 내리치기도 했다. CIA는 주바이다의 머리를 벽에 내리치긴 했으나 부상을 예방하기 위해 그의 목에 수건을 두르는 등 안전지시를 따랐다는 사실을 강조했다.
사우디아라비아 출신인 주바이다는 알카에다의 조달책으로 2002년 CIA에 체포된 뒤 CIA로부터 '선진 심문 기법'의 고문을 받은 첫번째 인물이다. 물고문 등을 받고 한쪽 눈의 시력을 잃었다. 2006년부터 관타나모 수용소에 수감되어 있다.
2013년 1월 25일, 오사마 빈 라덴의 최측근 주바이다의 물고문을 처음 폭로한 전 CIA 요원 존 키리아쿠에 대해 미국 버지니아주 지방법원의 레오니 브링키마 판사는 징역 30개월을 선고했다. 키리아쿠는 내부고발자(whistle-blower)라며 항변했지만, 법원은 이를 받아들이지 않고 중형에 처했다. 키리아쿠는 30년 전 만들어진 정보신분보호법에 따라 CIA의 전ㆍ현직 직원으로서 언론에 기밀정보를 건네 유죄 판결을 받는 첫번째 인물로 기록되었다.
2018년 3월 13일, 미국 공화당 트럼프 대통령은 2001년 911 테러 직후 설치된 태국 블랙 사이트에서 테러 핵심 용의자에게 최초로 실시된 워터보딩을 지휘했던 지나 해스펠을 CIA 국장으로 지명했다.

### 합법성
2001년 9월, 9·11 테러가 발생한 지 6일 만에 조지 W. 부시 대통령의 재가를 얻어, CIA 작전국은 블랙 사이트로 불리는 CIA 비밀감옥을 미국 국내와 국외의 여러 곳에 설치했다. 조지 W. 부시 대통령은 5년이 지난 뒤에야 이 같은 시설의 운영 사실을 인정했지만 구체적 위치는 언급하지 않았다. 그는 "안전하고 합법적인 절차에 따라 심문이 이뤄지고 있다"며 고문 등 인권침해 논란을 피해갔다.
2009년 1월, 미국 민주당의 버락 오바마 대통령은 취임직후 행정명령을 통해 물고문과 다른 가혹한 심문 행위를 금지했다. 관타나모 테러용의자 수용소와 블랙 사이트의 폐쇄도 명령했다. 그러나 미국 공화당의 조지 W. 부시, 도널드 트럼프 대통령은 워터보딩이 합법적이라고 지지하고 있다.
미국 민주당은 미국 공화당의 워터보딩 지시가 불법이라고 보지만, 퇴임한 조지 W. 부시 대통령을 직권남용죄 등으로 기소하지는 않았다. 미국에서는 이러한 대통령의 정책결정을 통치행위로 광범위하게 인정하여, 불법성을 주장하더라도 대통령을 형사처벌하자는 주장은 하지 않는다. 이러한 대통령의 범죄행위에 여부에 대한 조사는 의회에서만 하며, 선거로만 심판하지, 검찰에서 수사, 기소하지는 않는다. 상대 정당이 통치행위를 부정할 경우에는 놀리 프로시콰이를 발급하여, 대통령이 자신과 자신의 지시를 이행한 공무원을 정권교체 전에 모조리 불기소를 지시할 수 있다. 그러면 일체 수사 착수조차 못한다.

## 같이 보기
- 블랙 사이트
- 지나 해스펠
- 자백유도제